# Distoleon marginalis
Distoleon marginalis är en insektsart som först beskrevs av Banks 1939.  Distoleon marginalis ingår i släktet Distoleon och familjen myrlejonsländor. Inga underarter finns listade i Catalogue of Life.